# 치문경훈 권하
치문경훈 권하(緇門警訓 卷下)는 서울특별시 서대문구 창천동, 성룡사에 있는 조선시대의 책이다. 2012년 3월 22일 서울특별시의 유형문화재 제325호로 지정되었다.

## 개요
이 책은 중국의 승려·거사(居士)들이 쓴 권학(勸學)·경유(警諭)하는 글들, 즉 승려의 공부에 교훈이 될 만한 내용을 중심으로 담고 있는데, 명종 4년(1549)에 묘향산 보현사의 유판(留板)으로 간행해 낸 것으로 하권과 속집만 남아있다.
비록 낙질이고 일부 훼손되었지만 책의 간행 연대가 임진왜란 이전으로 현존하는 판본 중 비교적 이른 시기의 간본이다.

## 조사보고서
이 책은 중국역대 고승들의 글을 모은 것으로 승려의 공부에 교훈이 될 만한 내용을 중심으로 담고 있다. '치'(緇)는 검은색이라는 의미로, 가사(袈裟)의 색에 빗대어 승려나 불교를 가리키는 말로서 치문은 불문(佛門)이라는 뜻이 된다. 원래는 원나라 승려 지현(智賢)이 편찬한 것으로 명대에 여근(如巹)이 속편했다. 중국의 승려·거사(居士)들이 쓴 권학(勸學)·경유(警諭)하는 글들을 수록했으며 인용한 인물은 100명이 넘는다. 우리나라에서는 고려 말에 고승 보우(普愚)가 가져왔는데, 이후 여러 차례 편찬되어 승려들의 교과서로 사용되었다. 처음 간행자는 명회(明會)와 도암(道庵)이라고 한다. 현존하는 것으로는 1539년(중종 34) 금강산 표훈사(表訓寺), 1588년(선조 21) 호거산(虎踞山) 운문사(雲門寺), 1664년(현종 5) 전라도 순천 흥국사(興國寺), 1695년(숙종 21) 지리산 쌍계사(雙溪寺) 판(版) 등 국내 외에 다양하게 산재하고 있다. 쌍계사판은 성총(性聰)이 어려운 단어와 용어를 해석하고, 주를 붙여 편찬한 것으로 〈치문경훈속집〉·〈치문집주 緇門集註〉·〈치문집설 緇門集說〉이라고도 한다. 조선 후기에 승려 태선(太先)이 성총의 책에서 부족한 부분을 다시 보충한 〈치문사기 緇門私記〉(3권 1책, 필사본)도 있다.
이 책은 명종 4년(1549)에 묘향산 보현사의 유판(留板)으로 간행해 낸 것으로 하권과 속집만 남아 있다. 81장에 걸쳐서 하권이 끝나고 치문경훈 속집이 시작되며 이음종이를 사용하였다. 치문속집은 제6장까지 판심제가 '치문속집'이고 제 7장 이후부터 '치문속집하'와 혼용하고 있는데 전체적으로 가느다란 필체의 구결을 필사하였다. 간기에는 시주질과 각수가 함께 수록되어 있으며 간기면은 본문과 판식이 다르다.
이 책은 비록 낙질이고 일부 훼손되었지만 책의 간행 연대가 임진왜란 이전으로 현존하는 판본 중 비교적 이른 시기의 간본이므로 서지학적으로 가치가 있어 서울시 유형문화재로 지정한다.

## 참고 자료
- 치문경훈 권하 - 국가유산청 국가유산포털